# Graafschap Schwarzburg-Sondershausen
Het graafschap Schwarzburg-Sondershausen (Duits: Grafschaft Schwarzburg-Sondershausen) was een graafschap in het Heilige Roomse Rijk. Het werd geregeerd door het Huis Schwarzburg-Sondershausen. De hoofdstad en het hof waren gevestigd in Sondershausen.

Wapen van het graafschap

Het territorium van de graven van Schwarzburg was verdeeld in twee gebiedsdelen: het zuidelijke Oberherrschaft en het noordelijke Unterherrschaft. Tussen 1571 en 1581 bestond Schwarzburg-Sondershausen alleen uit gebieden in het Unterherrschaft, daarna vielen ook delen van het Oberherrschaft met Arnstadt en Gehren aan de graven van Sondershausen. Bestuurlijk bleven de twee gebiedsdelen grotendeels onafhankelijk van elkaar. Binnen het Heilige Roomse Rijk was het graafschap ingedeeld bij de Oppersaksische Kreits.
Schwarzburg-Sondershausen ontstond in 1571, toen de vier zoons van de in 1552 overleden Günther XL de Rijke het graafschap onderling verdeelden. Johan Günther I werd de eerste graaf van Sondershausen. In 1581 werd het graafschap uitgebreid met Arnstadt en in 1598 met Gehren en Keula. Het graafschap had zwaar te lijden in de Dertigjarige Oorlog (1618–1648). Desondanks verdeelden de graven in 1651 hun gebieden, die ze aanvankelijk gezamenlijk geregeerd hadden, in drie zelfstandige graafschappen: Sondershausen, Ebeleben en Arnstadt.

## Geschiedenis

### Consolidatie van Schwarzburg

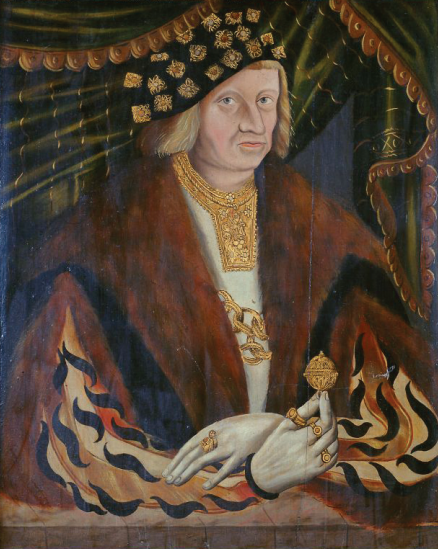
Portret van graaf Günther XL de Rijke.

Aan het begin van de zestiende eeuw waren de gebieden van het Huis Schwarzburg verdeeld over verschillende graafschappen. In 1537 en 1538 erfde Günther XL de gebieden rond Frankenhausen van zijn halfbroer Hendrik XXXIV en het Oberherrschaft van zijn neef Hendrik XXXII. Met uitzondering van Schwarzburg-Leutenberg had Günther XL zo het grootste gedeelte van Schwarzburg verenigd, waardoor hij de bijnaam 'de Rijke' kreeg. In 1539 voerde hij het lutheranisme in zijn hele graafschap in als staatsgodsdienst.
Günther de Rijke werd in 1552 opgevolgd door zijn vier zoons: Günther XLI, Johan Günther I, Willem en Albrecht VII. Günther XLI en Johan Günther I namen gezamenlijk het bestuur van het graafschap op zich; Willem en Albrecht werden als minderjarigen voorlopig van deelname aan de regering uitgesloten.
In 1561 riepen Günther XLI en Johan Günther I de eerste landdag van Schwarzburg bijeen om met hun onderdanen te onderhandelen over de belastingen. Hun machtigste leenheren, de hertogen en keurvorsten van Saksen, bestreden dat de Schwarzburgers het recht hadden om landdagen te houden. Het conflict met Saksen over de positie van Schwarzburg werd pas in de achttiende eeuw bijgelegd. Een ander punt van strijd met hun leenheren was de erfenis van Schwarzburg-Leutenberg. In 1564 was graaf Filips II van Leuteberg overleden, waarop de hertog van Saksen diens gebieden in bezit had genomen. Onder druk van de keizer moesten de Saksen Leutenberg in 1567 aan de Schwarzburgers afstaan.

### Eerste verdeling: het Verdrag van Spiers
De gezamenlijke regering en onenigheid over de verdeling van de grafelijke schulden leidden tot onderlinge conflicten tussen de vier broers. Met name graaf Willem, die zich in 1567 tot het katholicisme bekeerde, was ontevreden over zijn aandeel in de regering. Na een langdurige strijd en onder keizerlijke druk sloten de broers in december 1570 in Spiers een voorlopig verdelingsverdrag. Het Unterherrschaft werd verdeeld tussen Johan Günther I en Willem. Het Oberherrschaft bleef aanvankelijk gezamenlijk bezit van Günther XLI en Albrecht VII, maar in 1574 besloten zij ook om hun gebieden te verdelen. Günther XLI kreeg het westelijke deel van het gebied met Arnstadt, Albrecht het oostelijke deel met Rudolstadt. Het verdrag werd in 1571 van kracht.
In het verdrag kreeg Johan Günther I het centrale deel van het Unterherrschaft als zelfstandig graafschap Schwarzburg-Sondershausen toegewezen. Behalve de stad en het landgericht Sondershausen bestond het nieuwe graafschap uit het amt Clingen, de voogdij Haßleben, de Schwarzburgse helft van de Ämter Kelbra en Herringen en een kwart van Benneckenstein.
Ondanks de verdeling werkten Johan Günther I, Günther XLI en Albrecht VII nauw samen bij het bestuur van hun gebieden. Zo stelden de drie broers gezamenlijke raadsheren en een rentmeester aan. De relatie tussen Johan Günther en zijn broer Willem bleef echter slecht. Het lukte na de voorlopige deling van 1571 niet om een nieuw verdelingsverdrag te sluiten. Daarnaast gaf Johan Günther diplomatieke steun aan de burgers van Frankenhausen, die in 1577 tegen Willem in opstand waren gekomen. Willem weigerde vervolgens om Johan Günthers deel van de opbrengsten uit de zoutwinning over te dragen.

### Erfenis van Arnstadt en Hohnstein
In 1583 overleed Günther XLI. Johan Günther en Albrecht VII kregen elk een deel van Günthers gebieden in het Oberherrshaft, terwijl Willem gecompenseerd werd met Kelbra, Herringen en Schernberg in het Unterherrschaft. Als gevolg van de erfenis van Arnstadt bestond het graafschap Schwarzburg-Sondershausen sindsdien uit twee van elkaar gescheiden delen. Niet alleen geografisch, maar ook bestuurlijk was het graafschap verdeeld: Arnstadt had eigen kanseliers en rentmeesters en vanaf het begin van de zeventiende eeuw ook een eigen kerkbestuur.
Johan Günther I overleed in 1586. In zijn testament had hij bepaald dat de voogdij over zijn vier minderjarige zoons niet bij zijn broers, maar bij de familie van zijn vrouw, Anna van Oldenburg, kwam te liggen. Daarom traden Johan VII en Anton II van Oldenburg tussen 1586 en 1593 op als regenten van Schwarzburg-Sondershausen.
Kort nadat graaf Günther XLII meerderjarig geworden was leek het alsof de Schwarzburgse graven een omvangrijke gebiedsuitbreiding te wachten stond. Op 8 juli was graaf Ernst VII van Hohnstein onverwachts overleden. Op basis van een erfverdrag uit 1433 zou Hohenstein, dat direct ten noorden van het Unterherrschaft lag, verdeeld moeten worden tussen de graven van Schwarzburg en Stolberg. Schwarzburgse en Stolbergse gezanten namen Hohnstein direct in bezit en lieten de inwoners van de hoofdstad Ellrich de eed van trouw afleggen. Tegelijkertijd maakte Hendrik Julius, vorst van Brunswijk-Wolfenbüttel en verkozen bisschop van Halberstadt aanspraak op Hohnstein. Op 11 juli liet hij het graafschap militair bezetten. Ondanks rechtszaken en protesten bij de keizer moesten de graven van Schwarzburg en Stolberg de erfenis aan zich voorbij laten gaan. Wel kregen ze het recht de wapens en titels van de Hohnsteinse graven te voeren. Alleen het gebied rond de Allerburg kwam volledig in Schwarzburgse handen, maar in 1612 werd ook dit gebied door Brunswijk ingenomen.

### Tweede verdeling: het Verdrag van Stadtilm
In 1598 overleed graaf Willem van Frankenhausen. De graaf was kinderloos gebleven en zijn gebieden moesten verdeeld worden tussen de twee overgebleven Schwarzburgse linies in Sondershausen en Rudolstadt. Aanvankelijk probeerden Albrecht VII en Anton Hendrik, die gemachtigd om voor zijn broers te spreken, de erfenis zelf te verdelen. Toen ze er niet uitkwamen gaven ze vijf afgevaardigden de opdracht om te onderhandelen. Uiteindelijk werd op 21 oktober 1599 het verdrag van Stadtilm gesloten. Om de inkomsten uit beide delen ongeveer gelijk te houden kregen zowel Sondershausen als Rudolstadt elk een deel van het Unter- en Oberherrschaft. Frankenhausen, Schlotheim en Strausberg kwamen aan Albrecht VII van Rudolstadt, Sondershausen werd uitgebreid met Gehren en Keula. Vooral het bezit van Gehren was belangrijk voor de graven van Sondershausen, omdat het in tegenstelling tot hun andere gebieden een Rijksleen was.
Günther XLII, Anton Hendrik, Johan Günther II en Christiaan Günther I hielden hun hele leven vast aan de gezamenlijke regering. Anton Hendrik voerde de meeste regeringstaken uit, zeker nadat zijn oudste broer Günther XLII in 1604 gehandicapt raakte als gevolg van een ongeluk tijdens het paardrijden.
In 1616 kochten de graven de heerlijkheid Ebeleben. Christiaan Günther I, die als enige van zijn broers getrouwd was, koos het kasteel van Ebeleben uit als residentie en liet het verbouwen en vergroten.

### Dertigjarige Oorlog
Tussen 1618 en 1648 werd het Duitse Rijk meegesleurd in de Dertigjarige Oorlog. De oorlog begon als een opstand van protestantse edelen in het door de katholieke Habsburgse keizer geregeerde koninkrijk Bohemen. Nadat de keizer en zijn bondgenoten de opstandelingen in Bohemen verslagen hadden, verspreidde de oorlog zich naar Duitsland. Als centraal gelegen regio tussen Beieren, Saksen en Nedersaksen lag Thüringen op de belangrijkste doorgaande routes voor doortrekkende legers. De graven van Schwarzburg stonden machteloos tegenover de grootmachten. Ze werden gedwongen om inkwartieringen van soldaten bij de bevolking van het graafschap toe te staan en om de belastingopbrengsten aan de verschillende legers af te dragen.
In 1630 greep Zweden in de oorlog in, waarna de strijd zich nog verder verhevigde. Vanuit Erfurt, dat vanaf 1632 een van de belangrijkste Zweedse steunpunten in het Duitse Rijk was, ondernamen de vaak slecht gedisciplineerde en betaalde soldaten regelmatig plundertochten om in hun levensonderhoud te voorzien. Naarmate de oorlog langer voortduurde, werden zelfs de relatief beschutte dalen van het Thüringer Woud regelmatig gebrandschat. Daarnaast brachten de legers besmettelijke ziektes met zich, zoals de pest.
Aan het einde van de oorlog namen de drie zoons van Christiaan Günther I de regering van het graafschap over. In tegenstelling tot de eerdere graven waren ze vastbesloten om het graafschap te verdelen. Vanwege de oorlog moesten ze hun plannen uitstellen. Uit een inventarisatie die ze na de oorlog ter voorbereiding van de deling lieten opstellen bleek hoe groot de oorlogsschade was: van de boerenhoeves was niet meer dan de helft nog bewoont en in sommige gebieden slechts nog een derde. De gebieden in de directe omgeving van Arnstadt en Sondershausen waren het zwaarst getroffen. Er was een tekort aan vee en zelfs aan landbouwgereedschappen. Het duurde decennia voordat de bevolking en de economie zich hersteld hadden.

### Driedeling
Drie jaar na het einde van de oorlog zetten de graven hun verdelingsplannen door. In augustus 1651 kwamen ze in Arnstadt bijeen voor de laatste onderhandelingen over de verdeling. Schwarzburg-Sondershausen werd in drie delen opgesplitst met Sondershausen, Arnstadt en Ebelben als hoofdsteden. Via loting bepaalden de drie graven wie welk deel kreeg. Christiaan Günther II kreeg het Oberherrschaft met Arnstadt, Sondershausen viel aan Anton Günther I en Lodewijk Günther II kreeg Ebeleben.
Deze driedeling duurde tot 1681. Na een herverdeling en 1682 bleven Schwarzburg-Sondershausen en Schwarzburg-Arnstadt tot 1716 als aparte staatjes voortbestaan. Daarna werden beide delen weer verenigd onder de Sondershausense linie van het vorstenhuis.

## Grondgebied

Schwarzburg na het Verdrag van Spiers (1571)
Schwarzburg na de verdeling van het Oberherrschaft (1574)
Schwarzburg na de verdeling van Schwarzburg-Arnstadt (1584)
Scwarzburg na de deling van Stadtilm

## Heersers
- 1571–1586: Johan Günther I
- 1586–1631: Günther XLII, Anton Hendrik, Johan Günther II en Christiaan Günther I
- 1631–1638: Günther XLII, Anton Hendrik en Christiaan Günther I
- 1638–1642: Günther XLII en Christiaan Günther I
- 1642–1643: Günther XLII, Christiaan Günther II, Anton Günther I en Lodewijk Günther II
- 1643–1651: Christiaan Günther II, Anton Günther I en Lodewijk Günther II